# زیرآبروک سرسفید
زیرآبروک سرسفید (نام علمی: Cinclus leucocephalus) نام یک گونه از سرده زیرآبروک است.